# William R. Eaton

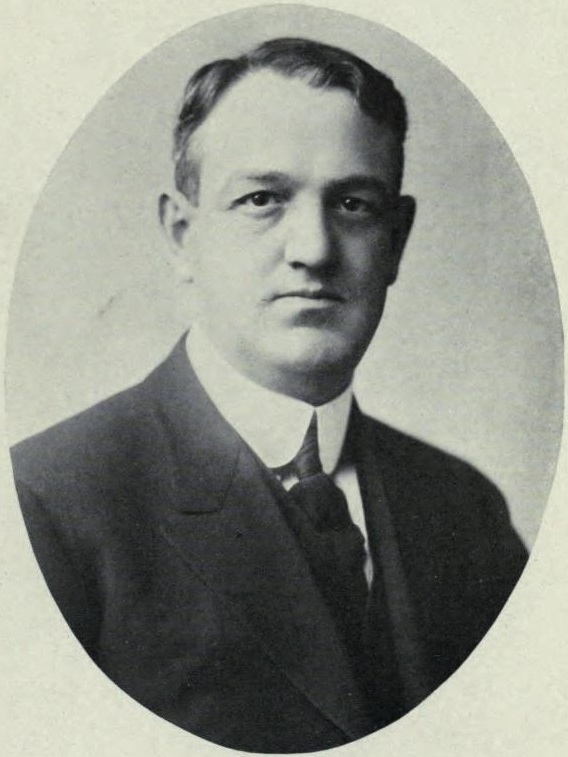
William R. Eaton, 1917

William Robb Eaton (* 17. Dezember 1877 in Nova Scotia, Kanada; † 16. Dezember 1942 in Denver, Colorado) war ein US-amerikanischer Politiker. Zwischen 1929 und 1933 vertrat er den ersten Wahlbezirk des Bundesstaates Colorado im US-Repräsentantenhaus.

## Werdegang
Bereits im Jahr 1878 kam William Eaton mit seinen Eltern in die Vereinigten Staaten, wo sie sich in Boston (Massachusetts) niederließen. Im Jahr 1881 zog die Familie nach Denver weiter, wo er die öffentlichen Schulen besuchte. Später war er bis 1901 bei einer Bank angestellt. Zwischen 1901 und 1909 arbeitete er in verschiedenen Berufen. Außerdem war er zwischen 1898 und 1904 Mitglied der Nationalgarde von Colorado. Nach einem Jurastudium an der University of Denver und seiner im Jahr 1909 erfolgten Zulassung als Rechtsanwalt begann er in Denver in seinem neuen Beruf zu praktizieren.
Zwischen 1909 und 1913 war er stellvertretender Bezirksstaatsanwalt im zweiten Gerichtsbezirk von Colorado. Eaton war Mitglied der Republikanischen Partei und gehörte zwischen 1915 und 1918 sowie nochmals zwischen 1923 und 1926 dem Senat von Colorado an. 1928 wurde er im ersten Distrikt des Staates in das US-Repräsentantenhaus gewählt. Nach einer Wiederwahl im Jahr 1930 konnte er bis zum 3. März 1933 zwei Legislaturperioden im Kongress absolvieren. Bei den Wahlen des Jahres 1932 scheiterte er genauso wie noch einmal zwei Jahre später an Lawrence Lewis.
Nach dem Ende seiner Zeit im Kongress arbeitete William Eaton wieder als Anwalt. Er starb einen Tag vor seinem 65. Geburtstag in Denver und wurde dort auch beigesetzt. Er war der Neffe des Kongressabgeordneten Charles Aubrey Eaton (1868–1953) aus New Jersey. 